# Saint-Martial-Entraygues
 Saint-Martial-Entraygues  (en occitano Sent Marçau Entraigas) es una comuna y población de Francia, en la región de Lemosín, departamento de Corrèze, en el distrito de Tulle y cantón de Argentat.
Su población en el censo de 2008 era de 87 habitantes.
Está integrada en la Communauté de communes du Pays d'Argentat .

## Demografía
| 80 | 94 | 76 | 103 | 98 | 87 | 87 |
| Para los censos de 1962 a 1999 la población legal corresponde a la población sin duplicidades (Fuente: INSEE [Consultar]) |    |    |     |    |    |    |